# Відносна внутрішність
У математиці, відносна внутрішність множини — це удосконалення поняття внутрішньості, яке часто більш корисне, коли маємо справу з маловимірними множинами, розташованими у багатовимірному просторі. Інтуїтивно, відносна внутрішність множини містить усі точки, які не на «межі» множини, відносно найменшого підпростору, в якому вона лежить.
Формально, відносна внутрішність множини S (позначається {\displaystyle \operatorname {relint} (S)}) визначена як її внутрішність у афінній оболонці S. Інакше кажучи,
{\displaystyle \operatorname {relint} (S):=\{x\in S:\exists \epsilon >0,N_{\epsilon }(x)\cap \operatorname {aff} (S)\subseteq S\},}
де {\displaystyle \operatorname {aff} (S)} — це афінна оболонка S і {\displaystyle N_{\epsilon }(x)} — куля радіусу {\displaystyle \epsilon } із центром у {\displaystyle x}. Для побудови можна використовувати будь-яку метрику; всі метрики визначають одну й ту саму множину як відносну внутрішність.
Для будь-якої непорожньої опуклої множини {\displaystyle C\subseteq \mathbb {R} ^{n}} відносну внутрішність можна визначити як 
{\displaystyle \operatorname {relint} (C):=\{x\in C:\forall {y\in C}\;\exists {\lambda >1}:\lambda x+(1-\lambda )y\in C\}.}

## Приклад
Розглянемо квадрат у {\displaystyle (x_{1},x_{2})}-площині в {\displaystyle \mathbb {R} ^{3},} визначений як
{\displaystyle C=\{x\in \mathbb {R} ^{3}|-1\leq x_{1}\leq 1,-1\leq x_{2}\leq 1,x_{3}=0\}.}
Його афінна оболонка це {\displaystyle (x_{1},x_{2})}-площина, тобто, {\displaystyle \operatorname {aff} (C)=\{x\in \mathbb {R} ^{3}|x_{3}=0\}.} Внутрішність {\displaystyle C} є порожньою, але відносна внутрішність така
{\displaystyle \operatorname {relint} (C)=\{x\in \mathbb {R} ^{3}|-1<x_{1}<1,-1<x_{2}<1,x_{3}=0\}.}
Її границя (у {\displaystyle \mathbb {R} ^{3}}) це сама множина; її відносна границя це її обрис,
{\displaystyle \{x\in \mathbb {R} ^{3}|\operatorname {max} \{|x_{1}|,|x_{2}|\}=1,x_{3}=0\}.}